# 阮氏定 (才人)
阮氏定（才人）（越南语：／；？—？），越南阮朝成泰帝阮福昭的妃嬪，維新帝阮福晃的生母。

阮氏定是平定人。成泰十二年（1900年）生下維新帝後被封為九階才人。成泰十九年（1907年）七月，成泰帝被廢後，遷居聖雅克角市（今頭頓），嬪妃都留在宮中。維新元年九月十二日（1907年10月18日），維新帝尊稱阮氏定為皇生母（越南语：／）。維新十年四月，維新帝被廢，法國殖民政府另立啟定帝，八月，阮朝廢除了成泰帝和維新帝后妃的全部封號，降為府妾，但仍然由阮朝朝廷供養。